# Sami Uotila
Sami Juhani Uotila (Helsinki, 2 novembre 1976) è un ex sciatore alpino finlandese specialista dello slalom gigante, primo finlandese a salire sul podio in Coppa del Mondo.

## Biografia

### Carriera sciistica

#### Stagioni 1994-2001
Uotila esordì in campo internazionale ai Mondiali juniores di Lake Placid 1994 e in Coppa del Mondo ottenne il primo piazzamento di rilievo l'11 dicembre dello stesso anno a Tignes in supergigante (69º). Debuttò ai Campionati mondiali  a Sestriere 1997, dove si classificò 42º nel supergigante e 15º nello slalom gigante, e ai Giochi olimpici invernali a Nagano 1998, dove si piazzò 19º nello slalom gigante e non concluse lo slalom speciale.
Ai Mondiali di Vail/Beaver Creek 1999 fu 30º nel supergigante e 9º nello slalom gigante; nello stesso anno, il 19 dicembre, colse il primo piazzamento nei primi dieci in Coppa del Mondo, nello slalom gigante della Gran Risa in Alta Badia (9º). Nel 2001 conquistò l'ultima vittoria in Coppa Europa, il 25 gennaio a Courchevel nella medesima specialità, e prese parte ai Mondiali di Sankt Anton am Arlberg 2001, dove si classificò 10º sempre nello slalom gigante.

#### Stagioni 2002-2007
Il 16 dicembre 2001 giunse 3º nello slalom gigante dell'Alta Badia, diventando così il primo finlandese a salire sul podio in Coppa del Mondo; ai successivi XIX Giochi olimpici invernali di Salt Lake City 2002, sua ultima presenza olimpica, non concluse lo slalom gigante. Il 4 gennaio 2003 ottenne a Kranjska Gora sempre in slalom gigante il suo secondo e ultimo podio in Coppa del Mondo (3º) e il 30 gennaio 2004 l'ultimo podio in Coppa Europa, a Sankt Moritz nella medesima specialità (3º).
Ai Mondiali di Bormio/Santa Caterina Valfurva 2005, sua ultima presenza iridata, non prese il via alla gara di slalom gigante; prese per l'ultima volta il via in Coppa del Mondo il 17 dicembre 2006 in Alta Badia in slalom gigante, senza completare la prova, e concluse la sua carriera agonistica, caratterizzata anche da vari infortuni, durante quella stessa stagione 2006-2007: la sua ultima gara fu lo slalom gigante di Coppa Europa disputato il 19 gennaio a La Plagne, non completato da Uotila.

### Altre attività
Dopo il ritiro dall'attività agonistica è diventato commentatore per la televisione finlandese MTV3.

## Palmarès

### Coppa del Mondo
- Miglior piazzamento in classifica generale: 32º nel 2002
- 2 podi:
  - 2 terzi posti

### Coppa Europa
- Miglior piazzamento in classifica generale: 3º nel 2001
- Vincitore della classifica di slalom gigante nel 2001
- 20 podi (dati dalla stagione 1994-1995):
  - 10 vittorie
  - 4 secondi posti
  - 6 terzi posti

#### Coppa Europa - vittorie
| Data             | Località      | Paese     | Specialità |
| ---------------- | ------------- | --------- | ---------- |
| 20 gennaio 1998  | Grimentz      | Svizzera  | GS         |
| 7 gennaio 1999   | Kranjska Gora | Slovenia  | GS         |
| 4 marzo 1999     | Gällivare     | Svezia    | GS         |
| 7 dicembre 1999  | Valloire      | Francia   | GS         |
| 8 dicembre 1999  | Valloire      | Francia   | GS         |
| 29 novembre 2000 | Levi          | Finlandia | GS         |
| 30 novembre 2000 | Levi          | Finlandia | GS         |
| 12 dicembre 2000 | Alleghe       | Italia    | GS         |
| 13 gennaio 2001  | Saas-Fee      | Svizzera  | GS         |
| 25 gennaio 2001  | Courchevel    | Francia   | GS         |

Legenda:

GS = slalom gigante

### Nor-Am Cup
- Miglior piazzamento in classifica generale: 35º nel 2001
- 2 podi (dati dalla stagione 1994-1995):
  - 1 vittoria
  - 1 secondo posto

#### Nor-Am Cup - vittorie
| Data             | Località  | Paese       | Specialità |
| ---------------- | --------- | ----------- | ---------- |
| 21 novembre 2000 | Park City | Stati Uniti | GS         |

Legenda:

GS = slalom gigante

### South American Cup
- 1 podio:
  - 1 terzo posto

### Campionati finlandesi
- 13 medaglie[3]:
  - 7 ori (slalom gigante nel 1998; discesa libera[1], supergigante[1], slalom gigante, slalom parallelo[1] nel 1999; slalom gigante nel 2001; slalom gigante nel 2002)
  - 4 argenti (supergigante, slalom gigante nel 1997; slalom gigante nel 2000; slalom gigante nel 2004)
  - 2 bronzi (supergigante nel 1998; slalom gigante nel 2005)